# 莫里斯·德尔瓦尔
莫里斯·德尔瓦尔（法語：Maurice Delvart，1899年9月21日—1986年12月24日），法国男子田径运动员，主攻短跑。他曾代表法国参加1920年夏季奥林匹克运动会田径比赛，获得男子4×400米接力铜牌。